# Ficinia atrostachya
Ficinia atrostachya är en halvgräsart som beskrevs av Hans Heinrich Pfeiffer. Ficinia atrostachya ingår i släktet Ficinia och familjen halvgräs.
Artens utbredningsområde är KwaZulu-Natal. Inga underarter finns listade i Catalogue of Life.